# Rinaldo Acquaviva
Rinaldo Acquaviva o Rainaldo d'Acquaviva fou el bisbe d'Agrigent que va coronar Manfred de Sicília. Per aquest motiu fou excomunicat. Morí el 1264.
Probablement era originari d'Agrigent i fill d'un cert Rinaldo.